# وعلان سيفي الأوراق
وعلان سيفي الأوراق (الاسم العلمي:Commelina ensifolia) هو نوع من النباتات يتبع جنس الوعلان من الفصيلة الوعلانية.